# Landsat 5
Landsat 5 je pátý vypuštěný satelit Země z programu Landsat agentury NASA v roce 1984, byl určen obdobně jako předchozí Landsaty k podrobnému snímkování naší planety.

## Historie
Družice byla vypuštěna 1. března 1984 s pomocí nosné rakety Delta 3920 na kosmodromu Vandenberg Air Force Base. Byla katalogizována v COSPAR pod číslem 1984-021A. Létá po téměř kruhové dráze, ve výši 698-707 km nad Zemí. Hmotnost je 1938 kg.

V roce 2005 (tedy po 11 letech provozu) družici selhal servopohon, který natáčel fotovoltaické baterie vůči Slunci. Snímkování bylo načas přerušeno.
18. listopadu 2011 byly oznámeny problémy se zesilovačem a drastické snížení přenosové kapacity pro přenos dat na pozemní stanice s tím, že by mohlo jít o známky brzkého konečného selhání družice. Bylo přerušeno snímání (původně na tři měsíce, později prodlouženo) a zahájena diagnostika problému. 12.4.2012 bylo oznámeno úspěšné sejmutí snímků pokusně znovu zapnutým snímačem MSS a 25.4. zahájení testování snímání senzorem TM . Rutinní snímání bylo nakonec obnoveno pouze se snímačem MSS, což umožnilo další rok snímkování do předpokládaného startu Landsat 8. V listopadu 2012 selhal další gyroskop sloužící ke stabilizaci pozice satelitu, což neponechávalo již žádnou rezervu a selhání dalšího by vedlo ke ztrátě kontroly nad satelitem. Proto byly v lednu 2013 vypnuty přístroje a satelit byl naveden na nižší orbit. Bylo spotřebováno zbývající palivo a zároveň byla družice v červnu 2013 navedena na dráhu řízeného sestupu do atmosféry, ke kterému dojde po dalších přibližně 21 letech . Původně projektovaná životnost byla tři roky, skutečná 29 let .

## Vybavení
Družice Landsat je vybavena dvěma optickými senzory: sedmikanálový mechanický skener TM (Thematic Mapper), čtyřkanálový mechanický skener MSS (shodný s těmi na družicích Landsat 1 a Landsat 2, vypnut v r. 1995) a zařízením pro přenos dat na příslušné monitorovací stanice na Zemi.
Parametry senzoru MSS:
- Spektrální kanály:
  - Kanál 4 - viditelná zelená oblast (0.5 to 0.6 µm)
  - Kanál 5 - viditelná červená oblast (0.6 to 0.7 µm)
  - Kanál 6 - blízká infračervená oblast (0.7 to 0.8 µm)
  - Kanál 7 - blízká infračervená oblast (0.8 to 1.1 µm)
- Velikost pixelu: 57 x 79 m

Parametry senzoru TM:
- Spektrální kanály:
  - Kanál 1 - viditelná modrá oblast (0.45 – 0.52 µm)
  - Kanál 2 - viditelná zelená oblast (0.52 – 0.60 µm)
  - Kanál 3 - viditelná červená oblast (0.63 – 0.69 µm)
  - Kanál 4 - blízká infračervená oblast (0.76 – 0.90 µm)
  - Kanál 5 - blízká infračervená oblast (1.55 – 1.75 µm)
  - Kanál 6 - termální oblast (10.40 – 12.50 µm)
  - Kanál 7 - střední infračervená oblast (2.08 – 2.35 µm)
- Velikost pixelu: 30 m, 120 m u termálního kanálu.